# Donna (Texas)
Donna es una ciudad ubicada en el condado de Hidalgo en el estado estadounidense de Texas. En el Censo de 2010 tenía una población de 15.798 habitantes y una densidad poblacional de 734,72 personas por km².

## Geografía
Donna se encuentra ubicada en las coordenadas 26°9′40″N 98°2′20″O / 26.16111, -98.03889. Según la Oficina del Censo de los Estados Unidos, Donna tiene una superficie total de 21.5 km², de la cual 21.47 km² corresponden a tierra firme y (0.13%) 0.03 km² es agua.

## Demografía
Según el censo de 2010, había 15.798 personas residiendo en Donna. La densidad de población era de 734,72 hab./km². De los 15.798 habitantes, Donna estaba compuesto por el 86.38% blancos, el 0.41% eran afroamericanos, el 0.25% eran amerindios, el 0.18% eran asiáticos, el 0% eran isleños del Pacífico, el 11.24% eran de otras razas y el 1.53% pertenecían a dos o más razas. Del total de la población el 92.28% eran hispanos o latinos de cualquier raza.

## Gobierno
El Servicio Postal de los Estados Unidos gestiona la Oficina de Correos de Donna.

## Escuelas
El Distrito Escolar Independiente de Donna gestiona escuelas públicas.
Donna tiene la Donna Public Library ("Biblioteca Pública de Donna").